# Robert Hecht
Robert Hecht (Wenen, 9 maart 1881 – concentratiekamp Dachau, 30 mei 1938), was een Oostenrijks jurist en hoge ambtenaar ten tijde van de Standenstaat (1933-1938).

## Biografie
Robert Hecht werd op 9 maart 1881 in Wenen uit Joodse ouders geboren. In 1899, na het behalen van zijn middelbareschooldiploma, ging hij over tot het Protestantisme. Vanaf 1900 studeerde hij rechten aan de Universiteit van Wenen en in 1905 promoveerde hij. Hij was vervolgens werkzaam als jurist voor de districtsgerechtshof van Wenen. In 1911 werd hij rechter te Bad Ischl.
Robert Hecht nam na het uitbreken van de Eerste Wereldoorlog (1914) als luitenant dienst in het Oostenrijk-Hongaarse leger en werd naar het front gestuurd. Na enkele maanden aan het front te hebben gediend werd hij ongeschikt bevonden en kreeg hij een bureaubaan op het ministerie van Oorlog. Aan het einde van de oorlog was hij met de rang van kapitein auditeur op het ministerie. Na de oorlog bleef Hecht werkzaam op het ministerie van Oorlog (later ministerie van Defensie genaamd) en werd in 1925 chef-ambtenaar (Sektionschef) van een afdeling op het ministerie.
Robert Hecht was sinds de jaren 20 de belangrijkste raadgever van de bondsminister van Defensie, Carl Vaugoin. Later was hij ook raadgever van bondskanselier Engelbert Dollfuss. Na de machtsgreep van de laatste in augustus 1932, waarbij het parlement buitenspel werd gesteld, en Dollfuss via noodverordeningen en decreten ging regeren, zocht hij naar een legitimatie van zijn handelen. De jurist Hecht vond daarop een wet uit 1917, de zogenaamde Noodmachtigingswet van 1917 (Kriegswirtschaftliches Ermächtigungsgesetz), die na de val van de monarchie in 1918 werd gehandhaafd. Deze wet stelde de regeringsleider in staat via noodverordeningen te regeren.
Hecht nam deel aan de opbouw van de corporatieve Standenstaat (Ständestaat). Hij schreef artikelen over de wetgeving van de corporatieve staat en de constitutie van het Vaderlands Front (Vaterländische Front). In 1936 werd hij directeur van de Postsparkassenamt.
Na de Anschluss van Oostenrijk in maart 1938 werd Hecht vrijwel onmiddellijk door de nazi's opgepakt en hij behoorde tot het eerste Oostenrijkse transport naar het concentratiekamp Dachau. Hij overleed in mei 1938 op 57-jarige leeftijd.

## Verwijzingen
1. ↑  De wet kwam in 1917 tot stand en stelde de oorspronkelijk de regering in staat om via decreet de voedseldistributie te regelen
2. ↑  The Austrians. A Thousand-year Odyssey, door: Gordon Brown-Shepherd, 1960, blz. 270